# فرحات وشيرين (مسلسل)
فرحات وشيرين (بالتركية: Ferhat ile Şirin)‏ مسلسل دراما تركي ، من إخراج محمد أدا أزتكين وتأليف سافاش كوركماز وإنتاج شركتي أو 3 ميديا وأرت إسطنبول. عُرض في 22 نوفمبر 2019. انتهى عرضه في 27 ديسمبر 2019. 

## القصة
يحكي المسلسل عن فرحات وشيرين، اللذان يحاولان التغلب على العقبات أمام قصة حب أسطورية من منظور حديث.

## طاقم العمل

### الشخصيات الرئيسية[4]
| الممثل          | الشخصية      | الدور                                                                            |
| --------------- | ------------ | -------------------------------------------------------------------------------- |
| جانسو دره       | بانو كارالي  | ممثلة عائلة كارالي -أكبر عائلة في إسطنبول- كرست حياتها لعائلتها وشقيقتها شيرين.  |
| تولغا ساريتاش   | فرحات        | نجار يعمل مع والده في الورشة. حبيب شيرين.                                        |
| ليلى تانلار     | شيرين كارالي | أخت بانو. تدرس تصميم المجوهرات في الجامعة. أكبر عقبة لحبها لفرحات هي أختها بانو. |
| يلدراي شاهينلار | خسرف         | والد يغيت وهو رجل طموح، وحدته هي أكبر مخاوفه.                                    |
| أوشان شاكر      | صادق         | ذراع بانو كارالي الأيمن، وحارسها.                                                |
| إيشيل يوجيسوي   | خيرية        | هي الأكبر في عائلة كاريلي وجدة كلًا من بانو وشيرين.                               |
| شهزوفار أكتاش   | سليم         | والد فرحات.                                                                      |
| أمل شولغيشن     | شهناز        | والدة فرحات.                                                                     |
| علي جان بارلاس  | يغيت         | ابن خسرف وخطيب شيرين.                                                            |
| نيهان غور       | صله          | حبيبة يغيت السرية                                                                |

## الإنتاج
تم تصوير المسلسل في بيكوز والبازار الكبير في إسطنبول. 

## وصلات خارجية
- فرحات وشرين على موقع قناة فوكس الرسمي
- ferhatsirinfox على تويتر.